# Stanisław Sojka
Stanisław Joachim Sojka, występujący także jako Soyka i Stanisław Soyka (ur. 26 kwietnia 1959 w Żorach) – polski wokalista jazzowy i popowy, pianista, gitarzysta, skrzypek, kompozytor, aranżer.

## Kariera zawodowa

### Początki
Zaczął występować już w wieku siedmiu lat, kiedy to śpiewał w sopranach w chórze kościelnym. Kiedy miał 14 lat, został kościelnym organistą. Uczył się w klasie skrzypiec w Podstawowej Szkole Muzycznej I stopnia w Gliwicach. Naukę kontynuował w Liceum Muzycznym w Katowicach, po czym studiował na Akademii Muzycznej im. K. Szymanowskiego w Katowicach, na kierunku aranżacji i kompozycji.
W czasie studiów był wokalistą uczelnianego big-bandu Puls, z którym dokonał kilku nagrań dla Polskiego Radia w Katowicach. W 1977 nawiązał współpracę z Jarosławem Śmietaną, w ramach której występował przed koncertami jego zespołu Extra Ball na koncertach klubowych i festiwalach w Polsce. W listopadzie wystąpił z Extra Ballem na koncercie „Jazz w Filharmonii”, który odbył się w listopadzie 1978 w Filharmonii Narodowej w Warszawie, a jego zapis został wydany w 1979 na albumie pt. Don't You Cry. Soyka w tym okresie otrzymał pierwszą nagrodę na Lubelskich Spotkaniach Wokalistów Jazzowych. W tym samym roku zaczął nagrywać popowe nagrania, m.in. zaśpiewał cover przeboju „You’re the One That I Want” w duecie z Anną Jantar

### Lata 80.
W 1980 wystąpił w śpiewogrze Katarzyny Gärtner „Pozłacany warkocz” u boku Maryli Rodowicz i Andrzeja Zauchy. Doczekał się wtedy także pierwszego solowego hitu – „Śliczna różdżkareczka”. Również w 1980 założył własny zespół, z którym przez kolejne cztery lata koncertował po Polsce. W 1981 wydał album studyjny pt. Blublula, który został okrzyknięty przez dziennikarzy najlepszym jazzowym albumem roku i osiągnął status złotej płyty. Wspólnie z triem Wojciecha Karolaka zaprezentował własne interpretacje kolejnych standardów jazzowych i soulowych. Przebywający wówczas na festiwalu Jazz Jamboree krytyk jazzowy Willis Conover okrzyknął Sojkę „najlepiej strzeżonym sekretem polskiej muzyki”. Wokalista zaczął występować w całej Europie. Początkowo z triem Karolaka i Michałem Urbaniakiem rezydował w popularnym jazzowym klubie Quasimodo w Berlinie Zachodnim. W 1982 wystąpił na międzynarodowych festiwalach jazzowych w Norymberdze i Stambule. W tym samym roku nagrał przebój Grażyny Łobaszewskiej „Czas nas uczy pogody”. W 1983 zaśpiewał utwór „Szalony taniec słoni” z Tie Breakiem na festiwalu Jazz Juniors oraz wydał dwa albumy: Soyka Sings Ellington z coverami standardów Duke’a Ellingtona i Matko, która nas znasz... z muzyką religijną.
Stworzył charakterystyczny styl kompozycji i wykonania ze specyficznym synkopowanym frazowaniem w grze fortepianowej. W latach 1983–1988 co rok był wybierany przez czytelników magazynu „Jazz Forum” najlepszym wokalistą jazzowym.

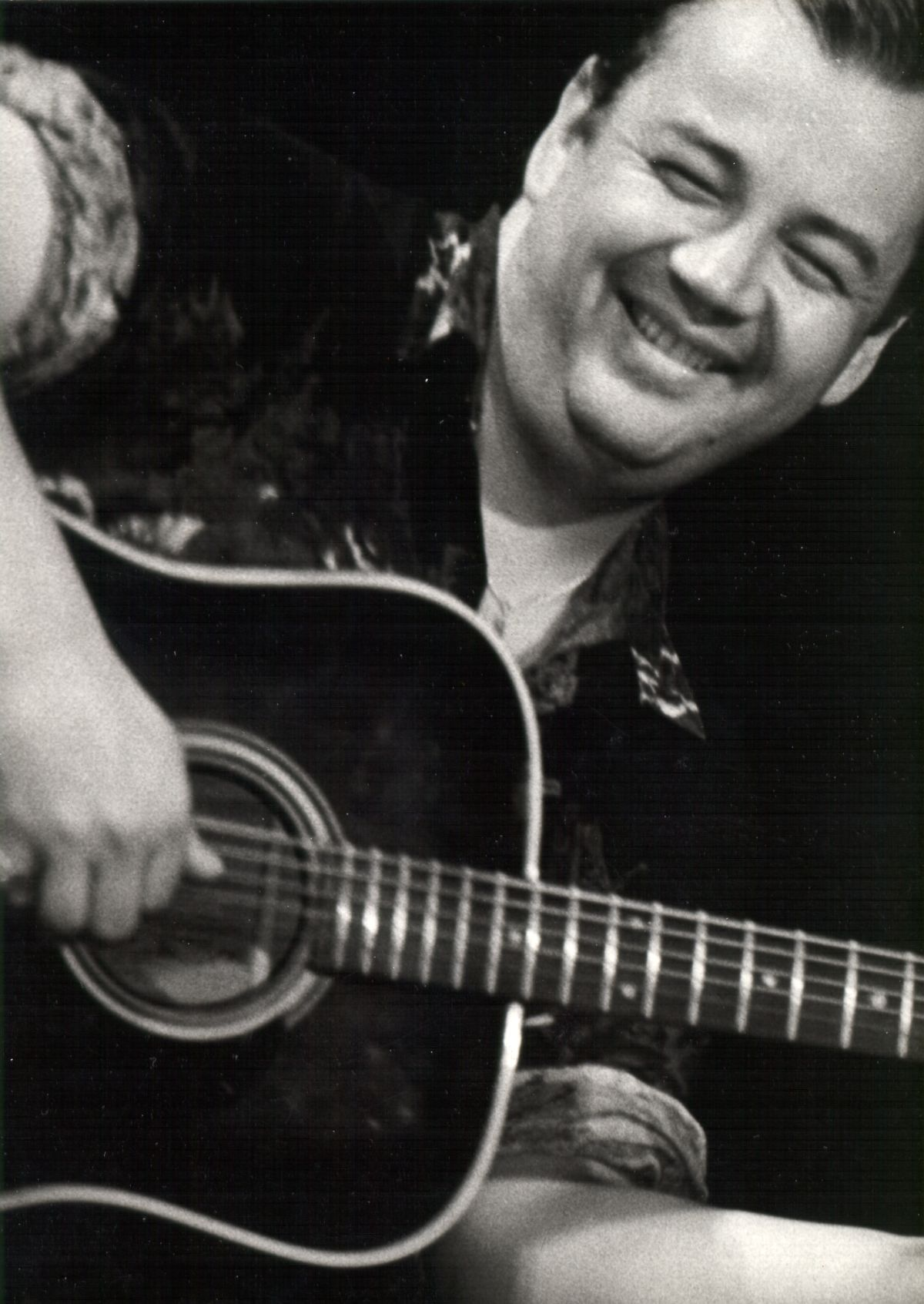
Sojka w latach 80.

W 1984 został wokalistą efemerycznej formacji Svora, z którą nagrał trzy piosenki dla Polskiego Radia: „Dokąd idziesz”, „Co ty na to” i „Madame schizofrenia”. W tym samym roku wziął udział w nagraniu pierwszej solowej płyty Tadeusza Nalepy. Pod koniec roku nawiązał współpracę koncertową ze Zbigniewem Brysiakiem, z którym koncertował. W 1985 śpiewał w efemerycznej grupie WooBooDoo, z którą wylansował dwa przeboje: „Atak na głowę” i „Nie wiem”. W tym samym roku wydał album koncertowy pt. W piwnicy na Wójtowskiej.
W 1986 podpisał dwuletni kontrakt płytowy z zachodnioniemieckim oddziałem wytwórni RCA, dla której nagrał swój pierwszy popowy album, zatytułowany po prostu Stanisław Sojka. W jego powstawaniu uczestniczył m.in. producent muzyczny Harold Faltermeyer, z którym przygotował także utwór „The Spirit of the West” wykorzystany w kampanii reklamowej papierosów West. Sama płyta przepadła na rynkach zagranicznych, ale na początku 1987 przyniosła Sojce popularność w Polsce za sprawą przeboju „Love Is Crazy”.
Po powrocie z Niemiec w 1988 nagrał tytułową piosenkę do filmu Piłkarski poker i założył duet z gitarzystą Januszem „Yaniną” Iwańskim, z którym koncertował do 1995. W 1989 wydał album pt. Radioaktywny, na którym zebrano nagrania Sojki dla Polskiego Radia z lat 1983–1988, w tym przebój „Absolutnie nic”. Większość tego repertuaru zaprezentował pięć lat później na albumie koncertowym pt. Live nagranym z Yaniną.
Na przełomie dekad uczestniczył gościnnie w sesjach nagraniowych płyt zespołów Maanam i De Mono oraz Kayah, Izabeli Trojanowskiej i Urszuli, śpiewając w chórkach i grając na fortepianie. W 1989 został laureatem nagrody im. Krzysztofa Komedy, a w 1990 otrzymał Nagrodę Artystyczną Młodych im. Stanisława Wyspiańskiego. Skomponował muzykę do kilku krótkometrażowych filmów.

### Lata 90.
W 1990 zaczął występować pod nazwiskiem Soyka i wylansował przeboje: „Cud niepamięci” i „Play It Again”, którymi promował swój album pt. Acoustic z 1991. Płyta odniósł sukces zarówno artystyczny, zostając uznanym przez dziennikarzy za najlepszy album roku, ale też komercyjny, przynosząc hity: „Tak jak w kinie” i „Hard to Part”. Album wyprzedził światową modę na koncerty „bez prądu” zapoczątkowaną w 1991 przez MTV.
Na początku 1991 wylansował przebój „Tolerancja (na miły Bóg)” nagrany z okazji koncertu „Tolerancja” na rzecz chorych na AIDS, który odbył się w lutym tego samego roku w Warszawie. Również w 1991 wydał świąteczny album pt. Kolędy polskie i skomponował utwór „Wszystko co złe omija mnie” dla Grażyny Łobaszewskiej, za który otrzymał nagrodę w konkursie „Premiery” 28. Krajowego Festiwalu Piosenki Polskiej w Opolu. W tym samym roku wydał zbiór wierszy pt. „Fracha”. W 1992 został uhonorowany tytułem krajowej „Gwiazdy roku” w plebiscycie czytelników młodzieżowego magazynu „Popcorn” oraz zdobył Bursztynowego Słowika na festiwalu sopockim. Również w 1992 wydał album pt. Neopositive, który osiągnął sukces komercyjny m.in. za sprawą przeboju „Kiedy jesteś taka bliska”.
W 1993 wydał album koncertowy pt. Live z Yaniną. W 1994 premierę miał jego album pt. Radical Graża, który promował przebojem „Fa na na na”. W 1995 wziął udział w nagraniu debiutanckiego albumu Grażyny Treli oraz otrzymał nagrodę polskiego przemysłu muzycznego Fryderyk dla najlepszego wokalisty roku.

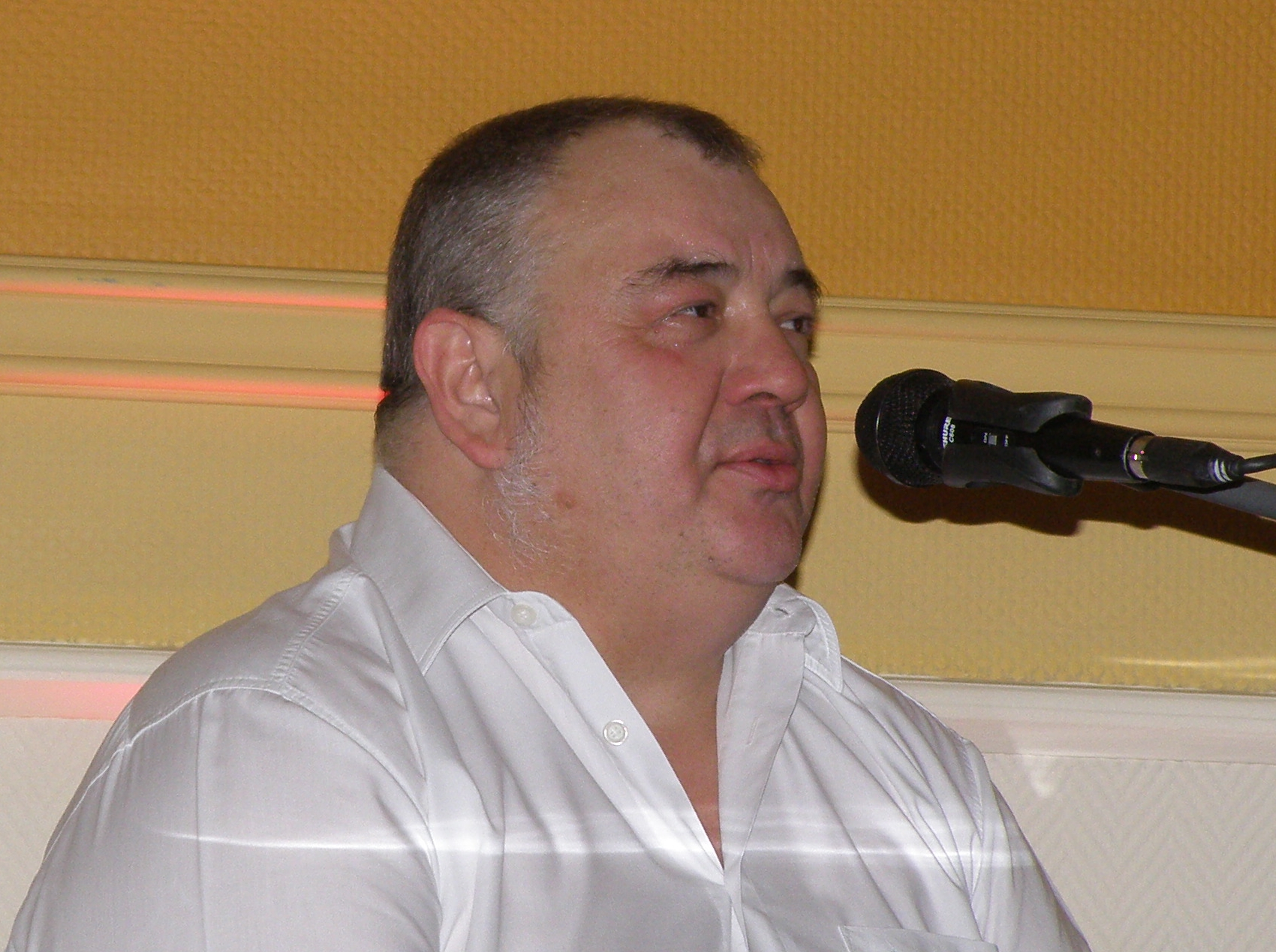
Sojka w Warszawie (2008)

Również w 1995 wydał dwa albumy: koncertowy pt. retrospekcja. koncert. Kraków i studyjny pt. Sonety Shakespeare, na który skomponował muzykę do wybranych sonetów Williama Shakespeare’a i zaśpiewał je w języku polskim. Płytę promował przebojem „Im mocniej cię kocham, tym na pozór słabiej”. Jeden egzemplarz płyty osobiście podarował w 1996 goszczącej w Polsce angielskiej królowej Elżbiecie II. Był nominowany do Fryderyka dla wokalisty roku i za najlepszy album z muzyką poetycką. Cztery lata po polskiej wersji, ukazała się również anglojęzyczna wersja tego albumu, Soyka Sings Shakespeare's Sonnets.
W 1997 wystąpił z utworem „Uciekaj moje serce” w koncercie „Zielono mi” w hołdzie Agnieszce Osieckiej podczas 35. KFPP w Opolu. W 1998 wydał album z popowym materiałem pt. Nr 17, który przyniósł przeboje: „Nie ma drugiej takiej” i „Tango Memento Vitae”. W 1999 otrzymał nominację do Fryderyka dla najlepszego wokalisty roku. Jeden z promujących go koncertów został wydany w 2006 na pierwszej w karierze artysty płycie DVD pt. Koncert w klubie Blue Note. Również w 1999 ukazała się także składanka jego największych przebojów pt. Złota kolekcja – Cud niepamięci, za której sprzedał uzyskał certyfikat złotej płyty. W 2004 doczekała się drugiej części, Złota kolekcja, Vol. 2 – Życie to krótki sen. Również w 1999 nagrał z Grzegorzem Turnauem piosenkę „Soplicowo”, do filmu Pan Tadeusz. Pod koniec lat 90. grał koncerty jako Soyka Trio+ z Loco Richterem, Arkiem Smolikiem i Zbigniewem Brysiakiem.

### Lata 2000–2010
W 2000 jako pianista wspólnie z trębaczem Andrzejem Przybielskim wydał instrumentalny album pt. Sztuka błądzenia. W 2001 wydał album pt. Polskie pieśni wielkopostne z muzyką religijną. W 2002 wydał album pt. Soykanova zawierający poezję Leopolda Staffa, Bolesława Leśmiana i Federico Garcii Lorki. W 2003 uczcił 25-lecie pontyfikatu Jana Pawła II wydaniem albumu pt. Tryptyk rzymski z poematami papieża, a część materiału zaprezentował na koncercie zorganizowanym dla Jana Pawła II w Watykanie. Za ten album otrzymał Fryderyka za najlepszy album z muzyką poetycką i zdobył status złotej płyty.
W 2004 nagrał płytę z wybranymi przez siebie miłosnymi standardami, zatytułowaną Soyka Sings Love Songs. Był to pierwszy album, na którym Sojka jedynie zaśpiewał. Promowała go nowa wersja „Odkąd jesteś” Marka Grechuty. W 2005 zaangażował się politycznie, wspierając kampanię wyborczą partii Prawo i Sprawiedliwość poprzez uczestnictwo w cyklu koncertów „Wiosna Polaków”. W 2005 otrzymał Srebrny Medal „Zasłużony Kulturze Gloria Artis”. W 2007 zaczął koncertować z nowo powstałą formacją Soyka Sextet Plus.
W 2008 powrócił na rynek z premierowymi nagraniami, gościnnie zrealizowanymi na potrzeby płyt innych artystów i wybranymi na pierwsze single promujące. Przedstawiły one zupełnie nowe muzyczne oblicze artysty. Singiel „Duże miasto” był nagraniem hip-hopowym rapera Gorzkiego, nagranym z udziałem innych raperów, Teki, Craiga G. i Jerome’a XL. Z Gorzkim artysta nagrał także utwór „Zwycięstwo”, w którym rapował ponadto Bizarre ze składu D12. Na singlu wydano ponadto utwór „Waluta”, utrzymany w konwencji reggae, a nagrany z Krakowskim, czyli producentem Piotrem Krakowskim z zespołu Milkshop. W tym samym roku Sojka wydał aż trzy wydawnictwa podsumowujące jego dotychczasową, trzydziestoletnią karierę: album koncertowy Solo Recital, wydany także na płycie DVD, oraz szesnastopłytowy box z niemal kompletną dyskografią Rocznik 59, zawierający jego wszystkie albumy studyjne z wyjątkiem jazzowych.

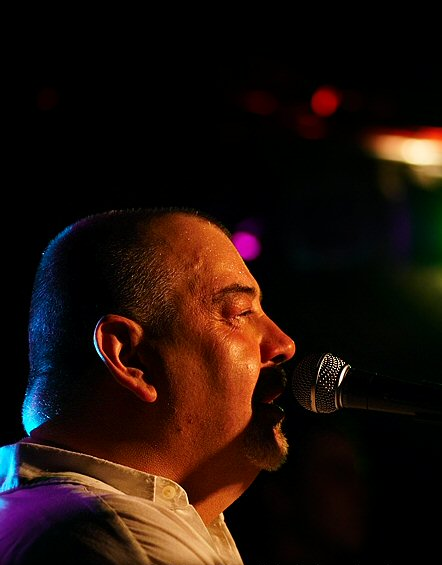
Sojka w Rzeszowie (2006)

W 2008 dostał pierwszą kinową rolę – policjanta w polsko-japońskim filmie Doroty Kędzierzawskiej Jutro będzie lepiej (2010), którego premiera odbyła się podczas Festiwalu Polskich Filmów Fabularnych w Gdyni. W kwietniu 2009 na szczecińskim festiwalu „Kontrapunkt” odbyła się premiera radiowej sztuki teatralnej autorstwa Krzysztofa Czeczota Jeszcze się spotkamy młodsi, do której Sojka skomponował muzykę. Otrzymał za to nagrodę za najlepszą oryginalną muzykę podczas Festiwalu Teatru Polskiego Radia i Teatru Telewizji Polskiej „Dwa Teatry” w Sopocie. W maju w łódzkim Klubie Wytwórnia oficjalnie zainaugurowano cykl o nazwie „Wytwórnia Kina Niemego”, łączący pokazy filmów niemych z muzyką na żywo. Wśród zaproszonych gości znalazł się Sojka, który muzycznie zilustrował nakręcony 80 lat wcześniej film Szlakiem hańby.
3 maja 2009 został odznaczony przez Prezydenta RP Lecha Kaczyńskiego Krzyżem Kawalerskim Orderu Odrodzenia Polski. W tym samym roku uczcił jubileusz 30-lecia solowej działalności artystycznej dwoma koncertami: 3 kwietnia we wrocławskim Teatrze Muzycznym Capitol i 17 czerwca w warszawskim Centrum Promocji Kultury. Również w 2009 wydał pierwszy od pięciu lat album z premierowym repertuarem – Studio Wąchock, który nagrał z formacją Sextet Plus. Za ten album został nominowany do Fryderyków dla wokalisty roku i za najlepszy album z muzyką poetycką.
Równolegle z premierą tej płyty wystąpił z zespołem Kwintet Plus jako gwiazda koncertu galowego konkursu „Pamiętajmy o Osieckiej”, na który skomponował muzykę do dziewięciu mało znanych tekstów Agnieszki Osieckiej. Następnie wydał album pt. …Tylko brać – Osiecka znana i nieznana, który zapoczątkował cykl albumów stanowiących hołd Sojki dla twórczości wybranych poetów i artystów.

### Lata 2011–2020
W 2011 został jednym z kompozytorów w Teatrze im. L. Solskiego w Tarnowie. W marcu tego samego roku wystąpił jako główna gwiazda II edycji Ogólnopolskiego Festiwalu Piosenki Poetyckiej „Nastroje” w Katowicach. W kwietniu w Szczecinie premierę miało widowisko Jesteś tym, kim będziesz jutro – Pasja Szczecińska, do którego muzykę napisał Sojka. To utwór pasyjny powstały w oparciu o teksty Romana Brandstaettera, polskiego poety o żydowskich korzeniach. Ich adaptacją i reżyserią koncertu zajął się Krzysztof Czeczot. Oprócz Sojki, jego zespołu i kwartetu smyczkowego Altra Volta, wystąpili w nim także Jerzy Trela, Danuta Stenka i Kamila Baar.
We wrześniu 2010 zebrał na albumie …Tylko brać – Osiecka znana i nieznana utwory zaprezentowane rok wcześniej podczas galowego koncertu konkursu „Pamiętajmy o Osieckiej”, na który specjalnie skomponował muzykę do rzadkich tekstów tytułowej bohaterki. Album promowany był utworem „Tango Warszawo”. Materiał uzupełniły znane już wcześniej z innych wykonań kompozycje Andrzeja Zielińskiego z grupy Skaldowie oraz księdza Franciszka Leśniaka. Za album został uhonorowany złotą płytę oraz uzyskał nominacje do Fryderyków jako wokalistę roku i za najlepszy album z muzyką poetycką.
Do końca tego samego roku wziął udział w nagraniu dwóch charytatywnych wydawnictw. Pierwszym był album Cudowny świat, dedykowany pamięci profesora Zbigniewa Religi. Miał on na celu wsparcie projektu „Z Sercem dla Serca”, zmierzającego do budowy sztucznej komory serca dla dzieci. Sojka przygotował tu własną interpretację przeboju Marka Grechuty „Dni, których nie znamy”. Pozostałe przeróbki znanych hitów wykonali obok niego: Marek Piekarczyk, Maciej Maleńczuk, Mieczysław Szcześniak, Andrzej Piaseczny, Krzysztof Kiljański, Janusz Radek, Małgorzata Walewska, Łukasz Zagrobelny, Kasia Wilk oraz aktorki Stanisława Celińska i Małgorzata Kożuchowska. Wszyscy wspólnie zaśpiewali ponadto ulubiony standard prof. Religi, „What A Wonderful World” Louisa Armstronga. Drugim wydawnictwem był minialbum Idą Święta 4 – Akcja Charytatywna Trójki, wspierający Fundusz Edukacyjny dla Rodzinnych Domów Dziecka. Sojka nagrał tu wspólnie z Antoniną Krzysztoń utwór „Matka Boża na osiołku”. W projekcie wzięli też udział Wojciech Waglewski, Muniek Staszczyk, Adam Nowak, Grzegorz Turnau, Aga Zaryan, Magda Umer oraz tradycyjnie dziennikarze radiowej Trójki.
W kwietniu 2011 wydał album W blasku światła, z muzyką do poematów Jana Pawła II, nagrany wspólnie z Andrzejem Piasecznym. Muzykę obok Sojki skomponował też Seweryn Krajewski. A już w maju ukazał się album przygotowany z okazji uchwalonego przez Sejm RP Roku Miłosza. Sojka skomponował muzykę i zaśpiewał wybrane przez siebie wiersze polskiego noblisty, Czesława Miłosza, na płycie Stanisław Soyka śpiewa 7 wierszy Czesława Miłosza, w listopadzie uzupełnionej o dwa kolejne utwory. Promował ją przebój „Na cześć księdza Baki”, nagrany w duecie z Czesławem Mozilem. W czerwcu został uhonorowany nagrodą Grand Prix 48. Krajowego Festiwalu Piosenki Polskiej w Opolu za całokształt twórczości, a także odsłonił swoją gwiazdę w opolskiej Alei Gwiazd. W sierpniu wziął udział w nagraniu charytatywnej piosenki „Mama Afryka”, wspólnie z Beatą Kozidrak, Mieczysławem Szcześniakiem, Anną Marią Jopek, Arturem Gadowskim, Majką Jeżowską i Anną Jurksztowicz. Utwór wspomógł akcję pomocy UNICEF i Polskiej Akcji Humanitarnej dla głodujących w Somalii.
W kwietniu 2012 wydał album Stanisław Soyka w hołdzie Mistrzowi, zawierający własne interpretacje wybranych utworów Czesława Niemena. Przygotowania do tego projektu trwały 12 lat, a nagranie zaledwie pięć dni. Album promował utwór „Wiem, że nie wrócisz”, nagrany z jego udziałem. W maju znalazł się w prestiżowej dziesiątce gwiazd koncertu Top na festiwalu TOPtrendy, gdzie występowali wykonawcy odnoszący w minionym roku największy sukces komercyjny. W lutym 2013 na rynek trafił koncertowy album z płytami CD i DVD Stanisław Soyka w hołdzie Mistrzowi – Live, z repertuarem ostatniej płyty. W kwietniu ukazała się dwupłytowa kolekcja największych przebojów artysty, wydana w cyklu „Poeci polskiej piosenki”, zatytułowana Absolutnie nic.... Również w 2013 wziął udział w nagraniu piosenki „Orzeł może” promującej akcję promocyjną radiowej Trójki.
W 2014 ponownie sięgnął po twórczość Bolesława Leśmiana i wspólnie z Adamem Strugiem nagrał album Strug. Leśmian. Soyka, wydany w maju. Kompozycje do wierszy stworzył Strug, a Sojka opracował je na fortepian i zaśpiewał z nim w duecie. Płytę promował utwór „Tam na rzece”. W tym samym czasie artysta wziął udział w muzycznym projekcie Pusz Pawła Osickiego z zespołu Pogodno, który przygotował alternatywne aranżacje polskich pieśni powstańczych i legionowych. W czerwcu ukazały się one na albumie Pąki białych róż, wydanym nakładem Muzeum Powstania Warszawskiego. W sierpniu 2014 podczas międzynarodowego Sopot Festival Sojka otrzymał statuetkę Bursztynowy Słowik za całokształt twórczości.
W 2015 na albumie Swing Revisited zaprezentował własne interpretacje swingowych standardów z lat 30. i 40. XX wieku, głównie Duke’a Ellingtona. Album został wydany w kwietniu, a w wersji rozszerzonej w listopadzie. Płyta została nagrana ze szwedzko-duńską orkiestrą bigbandową Rogera Berga, a promował ją cover „Let The Good Times Roll” z repertuaru Louisa Jordana. Album uzyskał status platynowej płyty. W sierpniu wydał dwupłytowy album Shakespeare a cappella, nagrany wspólnie z zespołem wokalnym Cracow Singers śpiewającym w 16-głosowej harmonii, na którym przypomniał swoje kompozycje do sonetów Williama Shakespeare’a, tym razem w nowej aranżacji a cappella. Sonety zostały nagrane zarówno w oryginalnym angielskim języku, jak też w języku polskim. W tym samym roku Sojka wziął udział w nagraniu koncertowego albumu Krzysztof Kobyliński Ethnojazz Orchestra KK Pearls, Aukso & Moś, Soyka – live, który ukazał się we wrześniu.
Wiosną 2017 jako skrzypek wydał album Action Direct Tales z wiodącym udziałem Buby Badjie Kuateha (ur. 1982), wirtuozem kory z Gambii, którego poznał podczas wspólnych muzykowań na ulicy Francuskiej w Warszawie.
W 2020 otrzymał nagrodę 100-lecia ZAiKS-u.

## Życie prywatne
Z pierwszą żoną, Iwoną, ma czterech synów. W 1991 poznał aktorkę Grażynę Trelę, z którą nawiązał romans i dla której odszedł od żony. Drugą żoną Sojki została Ewa Żmijewska.

## Dyskografia
| 1979                           | Don't You Cry - Data: 16 kwietnia 1979 - Wydawca: PolJazz                                                | –  |               |
| 1981                           | Blublula - Data: 18 maja 1981 - Wydawca: Polskie Nagrania Muza                                           | –  |               |
| 1982                           | Soyka Sings Ellington - Data: 19 kwietnia 1982 - Wydawca: Helicon                                        | –  |               |
| 1982                           | Matko, która nas znasz... - Data: 27 września 1982 - Wydawca: Helicon                                    | –  |               |
| 1984                           | Soyka w Piwnicy na Wójtowskiej - Data: 1984 - Wydawca: PolJazz                                           | –  |               |
| 1986                           | Stanisław Sojka - Data: 18 sierpnia 1986 - Wydawca: RCA                                                  | –  |               |
| 1988                           | Radioaktywny - Data: 16 maja 1988 - Wydawca: Polskie Nagrania Muza                                       | –  |               |
| 1991                           | Acoustic - Data: 19 sierpnia 1991 - Wydawca: Zic Zac                                                     | –  |               |
| 1995                           | Sonety Shakespeare - Data: 9 października 1995 - Wydawca: Pomaton EMI                                    | –  |               |
| 1998                           | Nr 17 - Data: 10 marca 1998 - Wydawca: Pomaton EMI                                                       | –  |               |
| 1998                           | Soyka Sings Shakespeare's Sonnets - Data: 23 listopada 1998 - Wydawca: Pomaton EMI                       | –  |               |
| 2002                           | Soykanova - Data: 14 października 2002 - Wydawca: Pomaton EMI                                            | 50 |               |
| 2004                           | Soyka Sings Love Songs - Data: 8 marca 2004 - Wydawca: Pomaton EMI                                       | 16 |               |
| 2010                           | …Tylko brać - Data: 10 września 2010 - Wydawca: Universal Music Polska                                   | 7  | - złota płyta |
| 2011                           | Stanisław Soyka śpiewa 7 wierszy Czesława Miłosza - Data: 13 maja 2011 - Wydawca: Universal Music Polska | 17 |               |
| 2012                           | Stanisław Soyka w hołdzie Mistrzowi - Data: 24 kwietnia 2012 - Wydawca: Universal Music Polska           | 7  |               |
| 2019                           | Muzyka i słowa - Data: 1 lutego 2019 - Wydawca: Universal Music Polska                                   | 14 | - złota płyta |
| „–” pozycja nie była notowana. | |    |               |

| Rok  | Tytuł | Uwagi                                |
| ---- | --- | ------------------------------------ |
| 1979 | Don't You Cry - Zapis koncertu w Filharmonii Narodowej w Warszawie 29 listopada 1978 - Data: 1978 - Wydawca: POLJAZZ nr. Z-SX-0694 | - LP                                 |
| 1990 | In Concert (oraz Janusz „Janina” Iwański) - Data: 1990 - Wydawca: Polton                                                           | - CD                                 |
| 1993 | Soyka Yanina & Kompania (oraz Janusz „Janina” Iwański i Kompania) - Data: 1993 - Wydawca: ESA                                      | - CD                                 |
| 1995 | retrospekcja. koncert. Kraków (oraz Janusz „Janina” Iwański i Tie Break) - Data: 1995 - Wydawca: Pomaton EMI                       | - CD                                 |
| 2004 | Koncert w klubie Pod Pretekstem 2004 - Zapis koncertu w klubie Pod Pretekstem - Data: 2004 - Wydawca: Music Collection Agency      | - 2 CD (limitowana edycja, 900 egz.) |
| 2008 | Solo Recital - Data: 14 marca 2008 - Wydawca: Sadowsky Music Group                                                                 | - DVD                                |
| 2013 | Stanisław Soyka w hołdzie Mistrzowi – Live - Data: 26 lutego 2013 - Wydawca: Universal Music Polska                                | - CD+DVD                             |

| 1998                           | Złota kolekcja – Cud niepamięci - Data: 15 czerwca 1998 - Wydawca: Pomaton EMI                                | 43 | - złota płyta |
| 2004                           | Złota kolekcja, Vol. 2 – Życie to krótki sen - Data: 21 kwietnia 2004 - Wydawca: Pomaton EMI                  | 44 |               |
| 2008                           | Rocznik 59 (BOX) - Data: 28 listopada 2008 - Wydawca: EMI Music Poland                                        | –  |               |
| 2013                           | Poeci polskiej piosenki – Soyka: Absolutnie nic... - Data: 30 kwietnia 2013 - Wydawca: Universal Music Polska | –  |               |
| „–” pozycja nie była notowana. | |    |               |

| 1991                           | Kolędy - Data: 1991 - Wydawca: Polskie Radio Katowice                    | –  |               |
| 1995                           | Kolędy polskie - Data: 1995 - Wydawca: ESA                               | –  |               |
| 2001                           | Polskie Pieśni Wielkopostne - Data: 31 marca 2001 - Wydawca: Pomaton EMI | 26 |               |
| 2003                           | Tryptyk Rzymski - Data: 15 września 2003 - Wydawca: Pomaton EMI          | 1  | - złota płyta |
| „–” pozycja nie była notowana. |                                                                          |    |               |

| Rok  | Tytuł                                                                                                | Pozycja na liście | Certyfikat ZPAV   |
| Rok  | Tytuł                                                                                                | POL               | Certyfikat ZPAV   |
| ---- | --- | ----------------- | ----------------- |
| 1992 | Neopositive (oraz Janusz „Janina” Iwański) - Data: 1992 - Wydawca: ESA                               | –                 |                   |
| 1994 | Radical Graża (oraz Janusz „Janina” Iwański i Kompania) - Data: 1994 - Wydawca: ESA                  | –                 |                   |
| 2000 | Sztuka błądzenia (oraz Andrzej Przybielski) - Data: 1 sierpnia 2000 - Wydawca: FF Folk               | –                 |                   |
| 2009 | Studio Wąchock (oraz Sekstet Plus) - Data: 2 października 2009 - Wydawca: Universal Music Polska     | 23                |                   |
| 2011 | W blasku światła (oraz Andrzej Piaseczny) - Data: 15 kwietnia 2011 - Wydawca: QM Music               | –                 |                   |
| 2014 | Strug. Leśmian. Soyka. (oraz Adam Strug) - Data: 13 maja 2014 - Wydawca: Universal Music Polska      | 22                |                   |
| 2015 | Swing Revisited (oraz Roger Berg Big Band) - Data 14 kwietnia 2015 - Wydawca: Universal Music Polska | 7                 | - platynowa płyta |
| 2015 | Shakespeare a cappella (oraz Cracow Singers) - Data: 7 sierpnia 2015 - Wydawca: Warner Music Poland  |                   |                   |
| 2017 | Action Direct Tales (oraz Buba Badjie Kuyateh) - Data: 2017 - Wydawca: Universal Music Poland        | –                 |                   |

### Single
| 1979                           | „Hopelessly Devoted To You / You're The One That I Want” (oraz Anna Jantar) | –  | –  | –               |
| 1988                           | „The Spirit Of The West”                                                    | –  | –  | –               |
| 2002                           | „Życie to krótki sen”                                                       | 3  | 37 | Soykanova       |
| 2002                           | „Czas nie czeka na nas”                                                     | 39 | –  | Soykanova       |
| 2002                           | „Gdybym...”                                                                 | 44 | –  | Soykanova       |
| 2003                           | „Tryptyk rzymski”                                                           | –  | –  | Tryptyk Rzymski |
| „–” pozycja nie była notowana. |                                                                             |    |    |                 |

#### Inne notowane utwory
| 1987                           | „Love Is Crazy”                                           | 27 | –  | Stanisław Sojka                                   |
| 1990                           | „Cud niepamięci”                                          | 6  | –  | Acoustic                                          |
| 1990                           | „Play It Again”                                           | 15 | –  | Acoustic                                          |
| 1991                           | „Tolerancja (Na miły Bóg)”                                | 4  | –  | Neopositive                                       |
| 1991                           | „I Never Felt This Before”                                | 42 | –  | –                                                 |
| 1991                           | „Tak jak w kinie”                                         | 18 | –  | Acoustic                                          |
| 1992                           | „Kiedy jesteś taka bliska”                                | 16 | –  | –                                                 |
| 1994                           | „Fa na na na” (oraz Janusz „Janina” Iwański)              | 33 | –  | –                                                 |
| 1994                           | „Płoniemy, płoniemy” (oraz Janusz „Janina” Iwański)       | 36 | –  | –                                                 |
| 1995                           | „Są na tym świecie rzeczy” (oraz Janusz „Janina” Iwański) | 24 | –  | retrospekcja. koncert. Kraków                     |
| 1995                           | „Tears in Heaven”                                         | 48 | –  | –                                                 |
| 1995                           | „Mocniej Cię kocham, choć na pozór słabiej”               | 22 | –  | Sonety Shakespeare                                |
| 1997                           | „Nie ma drugiej takiej”                                   | 24 | –  | Nr 17                                             |
| 1998                           | „Tango Memento Vitae”                                     | 29 | –  | Nr 17                                             |
| 1998                           | „Allegro Ma Non Troppo”                                   | 31 | –  | –                                                 |
| 1999                           | „Soplicowo” (oraz Grzegorz Turnau)                        | 4  | 48 | Pan Tadeusz (ścieżka dźwiękowa)                   |
| 2002                           | „Świat”                                                   | 50 | –  | –                                                 |
| 2004                           | „Odkąd jesteś”                                            | 40 | –  | –                                                 |
| 2004                           | „Wiem, że nie wrócisz”                                    | 50 | –  | –                                                 |
| 2008                           | Piotr Krakowski – „Waluta” (gościnnie: Stanisław Sojka)   | 6  | –  | Pankracy Sessions                                 |
| 2009                           | „Każdy kochać się chce” (oraz Sekstet Plus)               | 37 | –  | –                                                 |
| 2010                           | „Nigdy nie zamknę drzwi przed tobą” (oraz Kora)           | 43 | 28 | –                                                 |
| 2011                           | „Na cześć księdza Baki” (oraz Czesław Mozil)              | 17 | 10 | Stanisław Soyka śpiewa 7 wierszy Czesława Miłosza |
| 2010                           | „Tango Warszawo”                                          | 26 | –  | …Tylko brać – Osiecka znana i nieznana            |
| 2012                           | „Czas jak rzeka”                                          | 32 | –  | –                                                 |
| 2012                           | „Historia jednej znajomości”                              | 38 | –  | –                                                 |
| 2013                           | „Stoję w oknie”                                           | 42 | –  | –                                                 |
| „–” pozycja nie była notowana. |                                                           |    |    |                                                   |